# Neil Gaiman
Neil Richard MacKinnon Gaiman Embaixador(a) da boa vontade da ACNUR FRSL (Portchester, 10 de novembro de 1960), nascido Neil Richard Gaiman e conhecido como Neil Gaiman, é um autor britânico de contos, romances, banda desenhada e roteiros.
Entre suas obras em prosa estão Deuses Americanos e Belas Maldições, a segunda em parceria com Terry Pratchett. Sua banda desenhada mais conhecida é Sandman, que tem como personagens principais Sandman (a personificação antropomórfica do Sonho, também é conhecido como Morpheus, numa referência à mitologia grega) e seus irmãos, Morte, Destino, Delírio, Desejo, Desespero e Destruição.
As capas da revista foram desenhadas pelo parceiro artístico e amigo de Neil Gaiman, Dave McKean (com quem trabalhou em outras histórias em quadrinhos como Violent Cases, Orquídea Negra e Mr. Punch). Em seus trabalhos cinematográficos, encontramos MirrorMask, seu filme ao lado de Dave McKean e a Jimmy Hensons Company que estreou em maio de 2005 e Neverwhere, minissérie para televisão que escreveu, e foi exibida pela BBC em 1996. No mesmo ano foi lançado o romance homónimo baseado na série. Em 2007, entrou em cartaz a animação Beowulf, co-roteirizada por ele, além do longa de Stardust, uma de suas mais aclamadas obras, realizada ao lado de Charles Vess.
Desde 2024, várias mulheres acusaram Gaiman de abuso e agressão sexual.

## Biografia

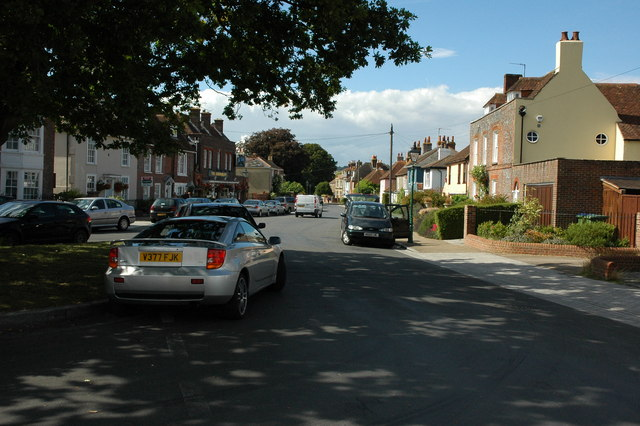
Portchester, Hampshire, cidade natal do autor

Neil Gaiman, registrado como Neil Richard Gaiman, nasceu em Portchester, um subúrbio a noroeste da cidade portuária de Portsmouth, no borough de Fareham, condado de Hampshire, no sul da Inglaterra, Reino Unido, em 10 de novembro de 1960.
Quando nasceu, seu pai, David Bernard Gaiman (1933-2009) trabalhava num dos supermercados do avô de Neil, tornando-se, mais tarde relações públicas da Igreja da Cientologia, enquanto sua mãe, Sheila Gaiman (1937-), esposa de David, era farmacêutica. Neil tem duas irmãs mais novas, Claire Gaiman, nascida em 1961, e Elizabeth "Lizzy" Gaiman, nascida em 1963. A família paterna de Neil Gaiman é de origem judaica, leste-européia, em especial polonesa, tendo seu bisavô, Leibush Gaiman (1876-1956), imigrando para a Grã-Bretanha de Antuérpia em 1914. O avô de Neil mudou o apelido da família de Chaiman para Gaiman e mudou-se para Portsmouth, onde fundou uma cadeia de supermercados.
Em 1965, quando Neil tinha cinco anos, ele e sua família mudaram-se de Portsmouth para East Grinstead, Sussex. Lá, seus pais estudaram Dianética num centro de Cientologia. Neil afirmou que não é um cientologista e que essa é a religião da sua família e não a dele. Sobre a religião, Neil afirmou: "Acho que se pode dizer que Deus existe no universo da DC. Não sou o tipo de pessoa que iria pregar aos sete ventos que Deus existe no nosso universo. Não sei. Acho que é provável que haja 50% de hipóteses que Ele exista. Não é uma coisa que me interesse muito".
Neil aprendeu a ler com quatro anos. Segundo o próprio: "Eu era um leitor voraz. Adorava ler. Ler dava-me prazer. Era muito bom na maioria das disciplinas na escola não porque tinha algum tipo de aptidão para elas, mas porque normalmente davam-nos os manuais no primeiro dia de aulas e eu lia-os, o que significava que sabia o que se ia ensinar a seguir porque já tinha lido tudo". Alguns dos livros que o marcaram mais durante a infância foram The Ka of Gifford Hillary e The Haunting of Toby Jugg de Dennis Wheatley, O Senhor dos Anéis de J. R. R. Tolkien e As Crónicas de Nárnia de C. S. Lewis. Neil também já afirmou que Alice no País das Maravilhas vai ser sempre um dos seus livros preferidos e que em criança o leu várias vezes, ao ponto de o saber de cor.
Neil foi educado em várias escolas anglicanas, incluindo na Fonthill School em East Grinstead, a Ardingly College e a Whitgift School em Croydon. O emprego do seu pai de relações públicas da Igreja da Cientologia fez com que Neil, na altura com sete anos de idade, não fosse aceite numa escola privada. O autor viveu vários anos em East Grinstead, entre 1965 e 1980 e entre 1984 e 1987 e conheceu a sua primeira mulher, Mary McGrath quando ela estudava Cientologia nessa vila. Os dois casaram-se em 1985 depois de ela dar à luz o seu primeiro filho, Michael.

## Carreira

### Primeiros trabalhos
Após ter sido rejeitado muitas vezes por editores, Neil adotou o jornalismo como meio de fazer conexões que ele esperava o ajudassem a ser publicado mais tarde, então começou entrevistando pessoas e escrevendo crítica literária. Durante este tempo escreveu seu primeiro livro, uma biografia da banda Duran Duran, e um grande número de artigos para a Knave Magazine. Nos fim dos anos 1980 escreveu Don't Panic: The Official Hitchhikers Guide to the Galaxy Companion, homenageando os livros da série O Guia do Mochileiro das Galáxias de Douglas Adams. Na sua opinião o livro é o que conduziu à sua colaboração com Terry Pratchett no romance Good Omens.

### Historias em quadrinhos e romances gráficos
Após ter se tornado amigo do famoso roteirista Alan Moore (e vale destacar que quando se tornaram amigos, ambos ainda esperavam pela fama), Gaiman começou a escrever histórias em quadrinhos. Escreveu duas histórias com seus colaboradores favoritos e amigo de longa data Dave McKean: Violent Cases e Signal to Noise. Mais tarde, firmou um contrato com a DC Comics que resultou na minissérie Orquídea Negra.

Escreveu uma quantidade enorme de HQs para várias editoras, mas seu trabalho mais conhecido é a série Sandman, que narra as aventuras de Morpheus, a personificação do sonho. A série foi e ainda é uma sensação cultural, arrebanhando fãs ardorosos e tornando os quadrinhos respeitáveis a novos públicos. A série começou em 1988 e terminou em 1996, quando Gaiman anunciou simplesmente que a história que começou na primeira edição havia terminado seu curso natural. Todas as 75 edições da série regular foram organizadas em 10 volumes que ainda são impressos e vendem bem.

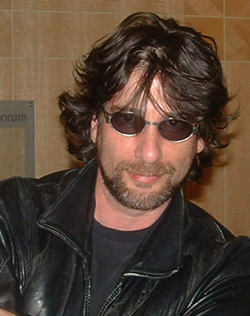
Neil Gaiman (Novembro de 2004)

Gaiman recebeu um prêmio do Fantasy World Award em 1991 por Sandman - Sonho de uma Noite de Verâo (parte do arco de histórias intitulado Dream Country), e como depois disso uma regra foi alterada, impedindo que quadrinhos concorram, ele é o único autor a receber este prêmio com um roteiro de histórias em quadrinhos.
Em 1991, Gaiman publicou The Books of Magic, uma minissérie em quatro partes que relata uma excursão às partes mágicas e mitológicas do Universo DC. Com uma história focada num adolescente inglês que descobriu que tem por destino talvez se tornar o maior mago do mundo. A minissérie foi popular e rendeu uma série regular escrita por John Ney Reiber. Muitas pessoas notaram similaridades entre Tim Hunter (protagonista da série) e o personagem criado mais tarde por J.K. Rowling, Harry Potter. Ao ser interpelado sobre essa semelhança, Gaiman respondeu que um jovem como feiticeiro tem precedentes na literatura. Até nos quadrinhos da DC Comics já existia este conceito de "menino bruxo"; Klarion um dos personagens usado por Grant Morrison na minissérie Seven Soldiers, na qual foi criado em 1973.
Em 2004 escreveu para a Marvel Comics a minissérie 1602 (que mostrava uma realidade alternativa em que os personagens principais da Marvel habitavam a época da inquisição) e assinou o contrato para mais um trabalho futuro para a editora.
Em 2006 foi divulgado o seu novo trabalho para a Marvel: Uma ressurreição dos Eternos (The Eternals), personagens criados por Jack Kirby nos anos 1970 e praticamente esquecidos depois do fim da série. The Eternals por Neil Gaiman (roteiro) e John Romita Jr. (desenhos) é uma minissérie em sete edições, publicada entre 2006 e 2007.
A HQ continua a ser um dos meios de escrita preferidos de Neil e ele continua a colaborar com várias editoras. Em 2009, escreveu uma história em duas partes de Batman para a DC Comics, Whatever Happened to the Caped Crusader?. Em 2013, criou a personagem Angela para a Image Comics (detentora do personagem Spawn) e depois a vendeu para a Marvel Comics; a personagem foi apresentada na minissérie Age of Ultron.
Gaiman é um membro da direção do Comic Book Legal Defense Fund (Fundo de Defesa Legal dos Quadrinhos) e regularmente participa de arrecadações de fundos para o grupo, incluindo na criação de material como a história Snow, Glass and Apples (cujo direito autoral foi entregue ao CBLDF).

### Romances
O primeiro romance de Neil Gaiman, Good Omens, foi lançado em 1990 em colaboração com Terry Pratchett. Os dois autores afirmam que todo o romance foi um trabalho de equipa e que a maioria das ideias pode ser atribuída a ambos, porém Terry Prachett escreveu e editou uma grande maioria do livro uma vez que Neil estava ocupado com Sandman.
O seu segundo romance e primeiro a solo, Neverwhere, é uma adaptação do roteiro de uma minissérie que Neil escreveu para a BBC em 1996. Originalmente o romance servia como uma espécie de acompanhante da série de TV e já foi revisto duas vezes desde o seu lançamento. A primeira revisão foi feita para o público norte-americano que não tinha conhecimento dos locais de Londres e a segunda porque Neil não estava completamente satisfeito com o texto original.
Em 1999 o autor lançou Stardust. O romance teve duas versões: uma normal e uma ilustrada e foi adaptado ao cinema em 2007 com Robert De Niro e Michelle Pfeiffer no elenco.
Quando Gaiman escrevia o livro American Gods, seus editores criaram um site promocional que consistia de um blog no qual Gaiman descreveria o processo cotidiano de escrever (e também revisar, publicar, promover) a novela. Depois de o romance ser publicado, o site promocional evoluiu em um website oficial mais geral sobre Neil Gaiman, que desde então ainda adiciona textos regularmente ao weblog, descrevendo o processo cotidiano de ser Neil Gaiman e de escrever qualquer que seja o projeto atual. Partes do blog foram extraídas para a publicação na coleção Adventures in the Dream Trade.
Lançado em 2001, American Gods teve um grande sucesso comercial e junto da crítica. Em 2002 venceu o prémio Hugo e o prémio Nebula. Em 2011 foi lançada uma versão comemorativa do 10º aniversário do romance com mais 12 000 palavras do que o original.
Apesar de nunca ter escrito uma continuação direta de American Gods, Neil Gaiman já escreveu para algumas das suas personagens. No romance Anansi Boys, Neil desenvolve a personagem de Mr. Nancy (Anansi) através da relação com os seus dois filhos: um semi-divino e o outro um inglês normal. Quando foi lançado, o romance estreou-se em primeiro lugar da lista de livros mais vendidos do The New York Times.
Em 2003 participa, com Alan Moore, Moorcock e outros na colectânea The Thackery T. Lambshead Pocket Guide to Eccentric & Discredited Diseases – a doença contribuída por Neil é a "Crupe dos Doenceiros".
No final de 2008, Neil lançou um livro juvenil, The Graveyard Book. O livro segue as aventuras de um rapaz chamado Bod que é criado pelos habitantes sobrenaturais de um cemitério depois de a família ser brutalmente assassinada. O livro foi bastante influenciado por O Livro da Selva de Rudyard Kipling e valeu o segundo prémio Hugo a Neil Gaiman, para além das medalhas Carnegie e Newbery. Foi também um sucesso comercial, tendo permanecido na lista de livros mais vendidos do The New York Times durante várias semanas.
Em 2013 foi lançado The Ocean at the End of the Lane. Apesar de ser considerado um livro infantil, Neil já afirmou que o livro se destina a "toda a gente que já teve sete anos de idade". O romance segue a história de um homem que regressa à sua terra-natal para o funeral do pai e recorda os acontecimentos estranhos que ali tiveram lugar quarenta anos antes e das aventuras que viveu com Lettie Hempstock e a sua família pouco usual. Este foi considerado o Livro do Ano pelos British National Book Awards.
Neil também já lançou vários livros infantis, tais como The Day I Swapped My Dad for Two Goldfish (1997), Odd and the Frosty Giants (2008), Blueberry Girl (2009), Fortunately the Milk (2013) e The Sleeper and the Spindle (2014).
Lançou ainda vários livros de contos, sendo os mais populares Smoke and Mirrors (1998), Fragile Things (2006) e Trigger Warning (2015).
Ao longo dos anos, junto aos quadrinhos, muitas das suas obras literárias já foram traduzidas e lançadas em português por editoras diversas, entre as quais destaca-se a Conrad Editora.

### Cinema e televisão
Neil Gaiman já escreveu vários roteiros para o cinema e para a televisão. Em 1996 escreveu o roteiro da minissérie Neverwhere da BBC, que viria a adaptar para o seu primeiro romance a solo.
Gaiman é amigo do escritor de quadrinhos e ficção científica J. Michael Straczynski, criador da série de televisão Babylon 5. Ele é também o único escritor à exceção de Straczynski que fez contribuições as três últimas temporadas da série. Na quinta temporada, ele escreveu o episódio clássico "Day of the Dead".
Em 2005 escreveu o roteiro do filme MirrorMask com seu amigo de longa data Dave McKean. Também escreveu o roteiro para língua inglesa do filme Princesa Mononoke.
Em 2007, Robert Zemeckis fez o filme de Beowulf, baseado em um roteiro escrito por Gaiman e por Roger Avary.
Neil escreveu o roteiro de dois episódios da série Doctor Who. O primeiro, "The Doctor's Wife" foi transmitido em 2011 durante a sexta temporada da série e o segundo, "Nightmare in Silver" foi transmitido em 2013 na sétima temporada. "The Doctor's Wife" valeu mais um prémio Hugo a Neil na categoria de Melhor Apresentação Dramática (Curta).
Em 2016 estreia a série Lucifer no canal Fox cujas personagens são baseadas na graphic novel Sandman. Ainda em 2016, estreia a minissérie Neil Gaiman's Likely Stories no canal Sky Arts. A minissérie vai consistir na adaptação de quatro contos do autor para a televisão.

## Vida pessoal

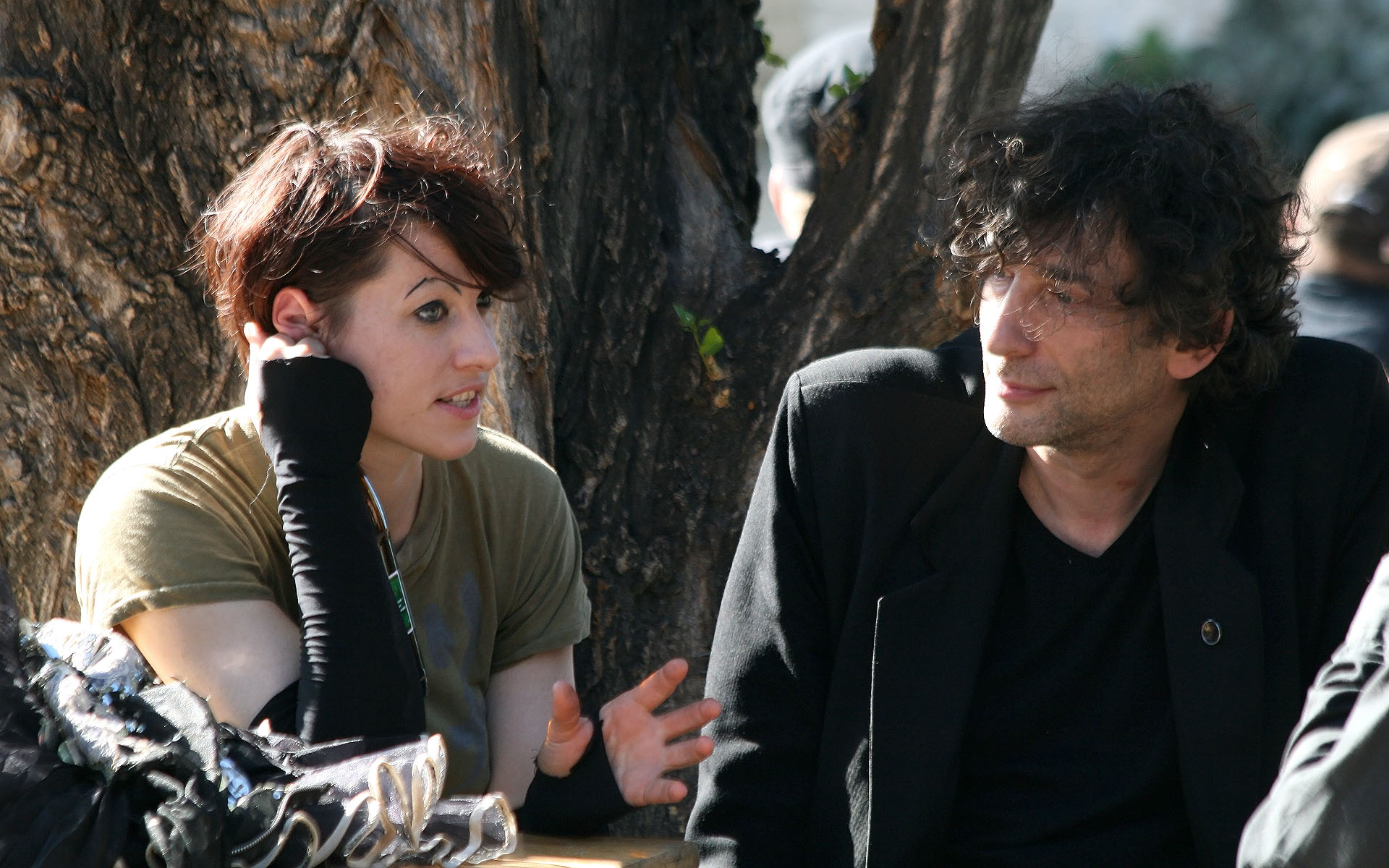
Amanda Palmer e Neil Gaiman em Viena (2011)

Neil Gaiman mudou-se para os Estados Unidos em 1992 para poder estar mais próximo da sua ex-mulher Mary McGrath. Ele tem três filhos com ela, Michael, Holly e Madeleine.
De 2011 a 2022, Neil foi casado com a cantora e artista Amanda Palmer num casamento aberto. O casal assumiu publicamente o namoro em 2009 e o noivado em 2010. Os dois casaram-se em 2011. Neil adotou o nome do meio de Amanda, MacKinnon, com o casamento. Em março de 2015 o casal anunciou que esperava o primeiro filho para setembro desse ano. Anthony nasceu em 16 de setembro de 2015.
Gaiman é amigo da cantora Tori Amos, antes mesmo dela se tornar famosa. Ela já o mencionou em mais de uma música e ele escreveu os contos que acompanham seu álbum Strange Little Girl (que aparecem no encarte do CD). A aparência da personagem Morte é baseada em Siouxsie Sioux. Houve um boato, já desmentido, de que Gaiman teria baseado esta personagem Morte na cantora Tori Amos – que serviu de base, isto sim, para outro membro da família dos Perpétuos: a irmã mais nova Delírio.

### Acusações de violência sexual
Em 2024, cinco mulheres acusaram Neil Gaiman de abuso e agressão sexual. Todas as cinco foram entrevistadas no podcast Master: The Allegations Against Neil Gaiman, da Tortoise Media. Uma delas, que usou o pseudônimo "Claire", também foi entrevistada pelo The New York Times. Claire descreveu ter sido beijada e apalpada por Gaiman sem seu consentimento após conhecê-lo em sua turnê de livros. Outra mulher, identificada como "K", que também conheceu Gaiman em uma sessão de autógrafos, afirmou que, durante o relacionamento, ele a submeteu a relações sexuais dolorosas que ela não consentiu. Scarlett Pavlovich, ex-babá do filho de Gaiman, afirmou que o autor a agrediu sexualmente poucas horas após o primeiro encontro deles em fevereiro de 2022, em uma banheira na residência dele na Nova Zelândia, enquanto ela esperava a volta do filho, que havia saído para brincar, para poder cuidar dele como combinado com Amanda Palmer. Uma ex-inquilina de Gaiman, chamada Caroline Wallner, alegou que ele exigiu favores sexuais em troca de permitir que ela continuasse morando em sua propriedade.
Em setembro de 2024, a Disney interrompeu a produção da adaptação cinematográfica de O Livro do Cemitério devido a uma série de fatores, incluindo as alegações de agressão sexual contra Gaiman. No mesmo mês, a produção da terceira temporada de Good Omens foi suspensa; Gaiman acabou deixando o projeto em outubro.
Em janeiro de 2025, a revista New York publicou uma matéria de capa detalhando as acusações contra Gaiman. O artigo, que foi publicado online no site Vulture, incluiu entrevistas com quatro das mulheres que haviam falado anteriormente com a Tortoise Media, além de outras quatro mulheres.
Em fevereiro de 2025, Neil Gaiman e Amanda Palmer foram acusados de estupro e tráfico humano por Scarlett Pavlovich, que entrou com ações judiciais em tribunais federais em Wisconsin, Massachusetts e Nova York, acusando o escritor de agredi-la sexualmente várias vezes.

## Obras

### Romances
| Ano  | Título                           | Título no Brasil                | Título em Portugal              |
| ---- | -------------------------------- | ------------------------------- | ------------------------------- |
| 1990 | Good Omens                       | Belas Maldições                 | Bons Augúrios                   |
| 1996 | Neverwhere                       | Lugar Nenhum                    | Neverwhere - Na Terra do Nada   |
| 1999 | Stardust                         | O Mistério da Estrela: Stardust | O Mistério da Estrela Cadente   |
| 2001 | American Gods                    | Deuses Americanos               | Deuses Americanos               |
| 2002 | Coraline                         | Coraline                        | Coraline e a Porta Secreta      |
| 2005 | Anansi Boys                      | Os Filhos de Anansi             | Os Filhos de Anansi             |
| 2007 | InterWorld                       | Entremundos                     |                                 |
| 2008 | The Graveyard Book               | O Livro do Cemitério            | A Estranha Vida de Nobody Owens |
| 2013 | The Ocean at the End of the Lane | O Oceano no Fim do Caminho      | O Oceano no Fim do Caminho      |
| 2013 | The Silver Dream                 | Sonho de Prata                  |                                 |
| 2015 | Eternity's Wheel                 | A roda da eternidade            | A roda da eternidade            |
| 2017 | Norse Mythology                  | Mitologia Nórdica               |                                 |

### Livros infantis
| Ano  | Título                                    | Título no Brasil                                            | Título em Portugal        |
| ---- | ----------------------------------------- | ----------------------------------------------------------- | ------------------------- |
| 1997 | The Day I Swapped My Dad for Two Goldfish | 'O Dia em que Troquei Meu Pai por Dois Peixinhos Dourados   |                           |
| 2003 | The Wolves in the Walls                   | Os Lobos Dentro das Paredes                                 |                           |
| 2005 | Melinda                                   |                                                             |                           |
| 2008 | Odd and the Frost Giants                  | Odd e os Gigantes de Gelo                                   | Odd e os Gigantes de Gelo |
| 2008 | The Dangerous Alphabet                    | O Alfabeto Perigoso                                         |                           |
| 2009 | Blueberry Girl                            | Menina Iluminada                                            |                           |
| 2009 | Crazy Hair                                | Cabelo Doido                                                |                           |
| 2010 | Instructions                              | Instruções: Tudo Que Você Precisa Saber Durante Sua Jornada |                           |
| 2013 | Chu's Day                                 | O Dia de Chu                                                |                           |
| 2013 | Fortunately, the Milk                     | "Felizmente, O Leite"                                       | Por sorte, o leite        |
| 2014 | Chu's First Day of School                 |                                                             |                           |
| 2014 | Hansel and Gretel                         | João e Maria                                                |                           |
| 2014 | The Sleeper and the Spindle               | A Bela e a Adormecida                                       |                           |

### Livros de contos
| Ano  | Título                                                          | Título no Brasil  | Título em Portugal |
| ---- | --------------------------------------------------------------- | ----------------- | ------------------ |
| 1993 | Angels and Visitations: A Miscellany                            |                   |                    |
| 1998 | Smoke and Mirrors                                               | Fumaça e espelhos |                    |
| 2006 | Fragile Things: Short Fictions and Wonders                      | Coisas Frágeis    |                    |
| 2007 | M is for Magic                                                  |                   |                    |
| 2009 | Who Killed Amanda Palmer: A Collection of Photographic Evidence |                   |                    |
| 2015 | Trigger Warning: Short Fictions and Disturbances                | Alerta de Risco   |                    |

### HQs (obras principais)
| Ano         | Título                                                         |
| ----------- | -------------------------------------------------------------- |
| 1987        | Violent Cases                                                  |
| 1988 - 1989 | Black Orchid                                                   |
| 1989 - 1996 | Sandman                                                        |
| 1990 - 1991 | The Books of Magic                                             |
| 1993 - 1994 | The Children's Crusade                                         |
| 1994        | The Tragical Comedy or Comical Tragedy of Mr. Punch: A Romance |
| 2005        | Marvel 1602 (1-8)                                              |
| 2007        | Eternals (1-7)                                                 |
| 2013        | Sandman: Overture                                              |

### Não-ficção
| Ano  | Título                                                               | Título no Brasil                                                       |
| ---- | -------------------------------------------------------------------- | ---------------------------------------------------------------------- |
| 1984 | Duran Duran: The First Four Years of the Fab Five                    |                                                                        |
| 1985 | Ghastly Beyond Belief                                                |                                                                        |
| 1988 | Don't Panic: The Official Hitchhiker's Guide to the Galaxy Companion | Não Entre em Pânico: Douglas Adams & o Guia do Mochileiro das Galáxias |
| 2013 | Make Good Art                                                        | Faça Boa Arte                                                          |
| 2018 | Art Matters: Because Your Imagination Can Change The World           | A Arte Importa: Porque Sua Imaginação Pode Mudar O Mundo               |